# 罗莫朗坦-朗特奈区
罗莫朗坦-朗特奈区（法語：arrondissement de Romorantin-Lanthenay）是法国中央-盧瓦爾河谷大區卢瓦-谢尔省的一个区。该区在2017年1月卢瓦-谢尔省的区重组之后有73个市镇。